# 東華測試
江蘇東華測試技術股份有限公司，簡稱江蘇東華測試技術股份、江蘇東華測試技術、江蘇東華測試，以及東華測試（英語：DongHua Testing Technology Company Limited，深交所：300354），於1993年由劉士鋼（董事長）創立前身為「靖江东华测试技术开发有限公司」，以及「江苏东华测试技术有限公司」。
現時業務在國內經營从事结构力学性能测试仪器及配套软件的研发、生产和销售，招股價為20.31元人民幣，發行新股為1,109万股，而集資額為2.25亿元人民幣。而股份則在2012年9月20日於深圳證券交易所創業板上市。

## 連結
- DHTest.com （页面存档备份，存于）